# Магрітт (кінопремія, 2017)
7-ма церемонія вручення Премії «Магрітт» бельгійської Академії Андре Дельво за 2016 рік відбулася 4 лютого 2017 в Mont des Arts у Брюсселі. Під час церемонії Академія Андре Дельво представила нагороди «Магрітт» у 22 категоріях. Церемонія транслювалася у прямому ефірі телеканалу BeTV.
Акторка Вірджинія Ефіра була оголошена президентом церемонії 25 листопада 2016 року. Ведучою церемонії обрано акторку Анн-Паскаль Клерамбур. Номінантів церемонії було оголошено 10 січня 2017 року. Найкращим фільмом 2016 року визнано Перший, останній режисера Булі Ланнерса.

## Статистика
Фільми, що отримали по декілька номінацій.
| Фільм                  | Оригінальна назва          | Номінації | Перемоги |
| ---------------------- | -------------------------- | --------- | -------- |
| • Перший, останній     | Les Premiers, les Derniers | 8         | 5        |
| • Воротар              | Keeper                     | 8         | 3        |
| • Смерть від смерті    | Je me tue à le dire        | 7         | 2        |
| • Парасоль             | Parasol                    | 7         | 2        |
| • Чорний               | Black                      | 5         | —        |
| • Економіка пари       | L'Économie du couple       | 4         | —        |
| • Баден-Баден          | Baden Baden                | 3         | 1        |
| • Коли я відкриваю очі | À peine j'ouvre les yeux   | 2         | —        |
| • Вічність             | Eternity                   | 2         | —        |
| • Ковбої               | Les Cowboys                | 2         | —        |
| • Людина за бортом     | Un homme à la mer          | 2         | 1        |
| • Червона черепаха     | La Tortue rouge            | 2         | 2        |

## Список лауреатів та номінантів
| Найкращий фільм | Найкращий режисер |
| --- | --- |
| ★ Перший, останній (Les Premiers, les Derniers) - Воротар (Keeper) - Економіка пари (L'Économie du couple) - Парасоль (Parasol) - Смерть від смерті (Je me tue à le dire)                                                        | ★ Булі Ланнерс – Перший, останній (Les Premiers, les Derniers) - Жоакім Лафосс – Економіка пари (L'Économie du couple) - Валері Розьє – Парасоль (Parasol) - Ксав'є Серон – Смерть від смерті (Je me tue à le dire)        |
| Найкращий актор | Найкраща акторка |
| ★ Жан-Жак Розен – Смерть від смерті (Je me tue à le dire) - Абубакр Бенсаі – Чорний (Black) - Франсуа Дам'єн – Ковбої (Les Cowboys) - Булі Ланнерс – Перший, останній (Les Premiers, les Derniers)                               | ★ Астрід Веттналь – Дорога до Стамбула (La Route d'Istanbul) ★ Вірджинія Ефіра – У ліжку з Вікторією (Victoria) - Джо Дезер – Людина за бортом (Un homme à la mer) - Марі Жиллен – Міраж кохання (Mirage d'amour)          |
| Найкращий актор другого плану | Найкраща акторка другого плану |
| ★ Давид Муржіа – Перший, останній (Les Premiers, les Derniers) - Шарлі Дюпон – Кілер мимоволі (Un petit boulot) - Лорен Капеллуто – Я солдат (Je suis un soldat) - Сем Ловік – Воротар (Keeper)                                  | ★ Катрін Сале – Воротар (Keeper) - Жульєн Гоффез – Парасоль (Parasol) - Вірджинія Ефіра – Вона (Elle) - Анн Косенс – Тюремні пташки (La Taularde)                                                                          |
| Найперспективніший актор | Найперспективніша акторка |
| ★ Йоанн Блан – Людина за бортом (Un homme à la mer) - Лазар Гуссо – Баден-Баден (Baden Baden) - Мартін Ніссен – Ласкаво просимо додому (Welcome Home) - П'єр Олів'є – Ми, четверо (Nous quatre)                                  | ★ Салом Рішар – Баден-Баден (Baden Baden) - Марта Канґа Антоніо – Чорний (Black) - Галія Беналі – Коли я відкриваю очі (À peine j'ouvre les yeux) - Жад Сонтьєнс та Марго Сонтьєнс – Економіка пари (L'Économie du couple) |
| Найкращий сценарій | Найкращий перший фільм |
| ★ Смерть від смерті (Je me tue à le dire) – Ксав'є Серон - Воротар (Keeper) – Гійом Сене та Девід Ламберт - Економіка пари (L'Économie du couple) – Жоакім Лафосс - Перший, останній (Les Premiers, les Derniers) – Булі Ланнерс | ★ Воротар (Keeper) - Парасоль (Parasol) - Смерть від смерті (Je me tue à le dire) |
| Найкращий фламандський фільм | Найкращий іноземний фільм спільного виробництва |
| ★ Бельгія (Belgica) - Готель «Проблемскі» (Problemski Hotel) - Земля освічених (The Land of the Enlightened) - Чорний (Black) | ★ Червона черепаха (La Tortue rouge) - Вічність (Éternité) - Ковбої (Les Cowboys) - Коли я відкриваю очі (À peine j'ouvre les yeux)                                                                                        |
| Найкращий оператор | Найкращі декорації |
| ★ Парасоль (Parasol) – Олів'є Бунжінґ - Еволюція (Évolution) – Мануель Дакосс - Перший, останній (Les Premiers, les Derniers) – Жан-Поль де Заєтіж - Танцівниця (La Danseuse) – Бенуа Дебі                                       | ★ Перший, останній (Les Premiers, les Derniers) – Поль Рушоп - Вічність (Éternité) – Веронік Сакрі - Воротар (Keeper) – Флорін Діма                                                                                        |
| Найкращий дизайн костюмів | Найкраща оригінальна музика |
| ★ Перший, останній (Les Premiers, les Derniers) – Еліз Ансьйон - Баден-Баден (Baden Baden) – Сандра Кампізі - Чорний (Black) – Ніна Каспарі                                                                                      | ★ Парасоль (Parasol) – Сиріл де Ас та Мануель Ролан - Співаючі чоловіки (Le Chant des hommes) – Катрін Ґрандож - Чорний (Black) – Ганнес де Маєр                                                                           |
| Найкращий звук | Найкращий монтаж |
| ★ Червона черепаха (La Tortue rouge) – Нільс Фот та Петер Солдан - Воротар (Keeper) – Віргінія Мессіан та Франко Піскопо - Смерть від смерті (Je me tue à le dire) – Арно Кальвар, Жульєн Мізак та Філіп Шарбонель               | ★ Воротар (Keeper) – Жулі Брента - Парасоль (Parasol) – Ніколя Румпль - Смерть від смерті (Je me tue à le dire) – Джулі Наас                                                                                               |
| Найкращий ігровий короткометражний фільм | Найкращий анімаційний короткометражний фільм |
| ★ Водопровідник (Le Plombier) - Коханці (Les Amoureuses) - (A l'arraché) | ★ Порнографія (Pornography) - Маєток (Estate) - Тотеми (Totems) |
| Найкращий документальний фільм | |
| ★ У битві (En bataille, portrait d'une directrice de prison) - Занедбані землі (La Terre abandonnée) - (Intégration Inch'Allah)                                                                                                  | |
| Почесний Магрітт | |
| ★ Андре Дюссольє | |